# Solutré-Pouilly
Solutré-Pouilly é uma comuna francesa na região administrativa de Borgonha-Franco-Condado, no departamento Saône-et-Loire. Estende-se por uma área de 6,2 km². Em 2010 a comuna tinha 365 habitantes (densidade: 58,9 hab./km²).